# Карпенко Микола Іванович
Мико́ла Іва́нович Карпе́нко (нар.14 серпня 1925, с. Вороньків Бориспільського району — пом.12 червня 2007) — український поет, перекладач, автор багатьох поетичних збірок, член Спілки письменників України.

## Біографія
Народився в с. Воронькові Бориспільського району в селянській родині. У 1943 р. йде до лав Радянської армії та відразу потрапляє на Лютізький плацдарм, де був поранений. Служив в армії до 1950 р.
Перше місце роботи — Бориспільська районна газета «Колективіст». Потім призначається редактором політвідділівської газети Бурштинської МТС на Івано-Франківщині. Навчався у Вищій партійній школі в Києві. Впродовж 25 років жив і працював в Івано-Франківську. Працював редактором у видавництвах «Каменяр», «Карпати». Поєднував журналістську роботу з діяльністю керівника обласного літературного об'єднання. З 1971 р. був відповідальним секретарем Івано-Франківської обласної організації Спілки письменників України. З 1975 р. жив і працював у Києві.

## Творчість
У 1950 р. а альманасі «Літературна Одеса» були надруковані перші вірші. Перша збірка поезій «Стежками юності» опублікована 1960 р. До 1990 р. вийшли друком близько 20 збірок віршів Івана Карпенка. Успішно виступав в ятнрі гумору та сатири (кн. «Особиста каланча Гаврила Квача», 1963, 1972; «Скорочений Ціцерон», 1982).
Основні збірки: «Невідправлені листи» (1965), «Озброєна муза» (1970), «Перевесло» (1975), «З висоти поля» (1978), «Дієслово» (1980), «Блискавиці» (1984), «Вибране» (1985).
Після 1990 р. виходять нові книжки «Двоє з листопаду», «Благовіст», поетичні переспіви «Велесової книги» та біблійних книг — Йова, Еклезіаста, Ісаї, псалмів та приповістей Соломонових та ін. Він також автор ряду віршованих книг з Історії України («На Перуновій обмілині», «Шапка Мономаха», «Заступила чорна хмара та білую хмару»…), зокрема і з часів князювання Володимира Великого та Володимира Мономаха.
2003 написав поему-роздум «Отаман Черпак», присвячену односельцю Іванові Черпакові — командиру Вороньківської сотні, що в лютому 1919 дала бій більшовицькій орді та на два дні зупинила її просування на Київ.

## Нагороди
Лауреат літературних премій імені Мирослава Ірчана, імені Володимира Сосюри, імені Павла Тичини та «Благовіст».

## Видання творів
- Барви і звуки : поезії / М. І. Карпенко. - Ужгород : Карпати, 1968. - 55 с.
- Б'є в литаври синій вечір : книга лірики / Микола Карпенко. – Київ : Видавець Карпенко В.М., 2003. – 167, [1] с. : іл. – ISBN 966-7833-52-6
- Билини. Київський цикл : поетичний переспів / Микола Іванович Карпенко; Передм. Володимир Базилевський; Худож. оформл. Олексій Карпенко.– Київ : Вадим Карпенко, 2011.– 311 с. : іл. - Загол. на обкл.: Билини.– Авт. зазнач. на звороті тит. арк. – ISBN 966-1516-59-4
- Благовіст : поезії / М. І. Карпенко. - К. : Укр.письменник, 1995. - 143 с. - ISBN 5-333-01448-5
- Вибране : лірика; сатира і гумор / М. І. Карпенко. - Київ : Дніпро, 1985. - 311 с.
- Десь на дні мого серця : [спогади, рецензії, есе] / Микола Карпенко. - К.: Вадим Карпенко, 2005. - 182 с.
- Дієслово : вибр. поезії / М. І. Карпенко. - Київ : Дніпро, 1980. - 255 с.
- Заступила чорна хмара та білую хмару : Епітафіон і тренос від Луки / Микола Іванович Карпенко.– К. : Вадим Карпенко, 2002.– 408 с. – ISBN 966-7833-37-2
- З висоти поля : лірика / М. І. Карпенко. - Київ : Рад. письм., 1978. - 103 с. : іл.
- Книга Йова. Книга Еклезіяста : [віршований переспів] / Микола Карпенко. - К.: Вадим Карпенко, 2005. - 128 с. - ISBN 966-8387-08-2
- Книга пророка Ісаї : [віршований переспів] / Микола Карпенко. - К.: Вадим Карпенко, 2006. - 208 с. - ISBN 966-8387-44-9
- Книга пророка Єремії : [віршований переспів] / Микола Карпенко. - К.: Вадим Карпенко, 2006. - 224 с. - ISBN 966-8387-19-8
- Книга псалмів. Книга приповістей Соломонових. У переспівах Миколи Карпенка / Микола Іванович Карпенко.– К. : Вадим Карпенко, 2003.– 300 с. – ISBN 966-7833-70-4
- Невідправлені листи : лірика / М. І. Карпенко. - Ужгород : Карпати, 1965. - 94 с.
- Особиста каланча Гаврила Квача. Де згода в сімействі : сатир. поеми / М. І. Карпенко ; іл. В. О. Приходько. - Ужгород : Карпати, 1972. - 48 с. : іл.
- Особиста каланча Гаврила Квача : сатирич. вірші / М. І. Карпенко. - Київ : Молодь, 1963. - 102 с. : іл.
- Отаман Черпак : поема-роздум / Микола Іванович Карпенко; ред. Петро Засенко.– К. : Вадим Карпенко, 2004.– 87 с. – ISBN 966-7833-77-1
- Перевесло : лірика / М. І. Карпенко. - Ужгород : Карпати, 1975. - 271 с.
- Скорочений Ціцерон : сатира і гумор / М. І. Карпенко. - Київ : Рад. письм., 1982. - 167 с. : іл.
- Як сльоза по щоці. Поезії. – К. : Видавець Карпенко В. М., 2010. – 212 с. - ISBN 966-8387-87-6 (завантажити)